# Rausch & Pausch
Die Rausch & Pausch SE, abgekürzt auch RAPA genannt, ist ein 1920 gegründetes Unternehmen in Selb. Das Unternehmen beliefert vor allem die Automobilindustrie, ist jedoch auch zunehmend in der Medizin- und Analysentechnik-Branche und der allgemeinen Industrie tätig. Es werden hauptsächlich Ventile für Automobile, industrielle Anwendungen und Medizintechnik hergestellt.

## Geschichte
RAPA wurde im Jahr 1920 von August Pausch und Hans Rausch gegründet, befindet sich vollständig in Familienhand und wird aktuell von Roman Pausch (Mitglied der vierten Gründergeneration) und Karin Wolf geleitet. Neben dem Stammsitz in Selb (Oberfranken) ist RAPA mit einem Werk in Auburn (USA) (Rausch & Pausch LP) und einer Repräsentanz in Shanghai (China) (RAPA Automotive Service (Shanghai) Co., Ltd.) vertreten. RAPA beschäftigt fast 1000 Mitarbeiter weltweit. 2019 erwirtschaftete das Unternehmen rund 190 Mio. €.

## Hauptmarkt Automobilbranche
Der Hauptmarkt der RAPA ist die Automobilbranche. Hier werden Ventile für Automatikgetriebe (Powertrain), aktive Fahrwerke und Cabrioverdecke hergestellt.
RAPA ist Zulieferer für  Automobilhersteller, wie Audi, BMW, Chrysler, Daimler AG, Jaguar Cars, Land Rover, Porsche, Tesla Motors und Volkswagen.

## Tochterunternehmen
RAPA besteht aus mehreren Geschäftsfeldern, die teils aus eigenen Unternehmen bestehen.
- Rausch & Pausch SE, Selb

- Rausch & Pausch Management Corporation, Auburn
  - Rausch & Pausch LP, Auburn
- Rausch & Pausch International Verwaltungs-GmbH, Selb
  - Rausch & Pausch International GmbH & Co. KG, Selb
- RAPA Industry Verwaltungs GmbH, Selb
  - RAPA Industry GmbH & Co. KG, Selb
- RAPA Healthcare Verwaltungs GmbH, Selb
  - RAPA Healthcare GmbH & Co. KG, Selb
- RAPA Automotive Verwaltungs GmbH, Selb
  - RAPA Automotive GmbH & Co. KG, Selb
  - RAPA Automotive Service (Shanghai) Co., Ltd., Shanghai
- RAPA Grundstücksverwaltungsgesellschaft mbH, Selb
  - RAPA Grundstücksverwaltungsgesellschaft mbH & Co. Vermietungs KG, Mainz
- RMC - Rapa Micro Cybernetics s.r.o., Aš/Asch

## Standorte
- Deutschland: 2 Produktionsgesellschaften, 1 Hauptsitz
- Tschechien: 1 Entwicklungsgesellschaft
- Europa: 2 Produktionsgesellschaften, 1 Entwicklungsgesellschaft, 1 Hauptsitz
- Weltweit: 2 Produktionsgesellschaften, 3 Hauptsitze